# Щанець
Щанець (пол. Szczaniec, нім. Stentsch) — село в Польщі, у гміні Щанець Свебодзінського повіту Любуського воєводства.
Населення — 1458 осіб (2011).
У 1975-1998 роках село належало до Зеленогурського воєводства.

## Демографія
Демографічна структура станом на 31 березня 2011 року:
|          | Загалом | Допрацездатний вік | Працездатний вік | Постпрацездатний вік |
| -------- | ------- | ------------------ | ---------------- | -------------------- |
| Чоловіки | 695     | 152                | 483              | 60                   |
| Жінки    | 763     | 166                | 447              | 150                  |
| Разом    | 1458    | 318                | 930              | 210                  |